# Svenska Skridskoförbundet
De Svenska Skridskoförbundet (SSF) is de koepelorganisatie in Zweden voor de beoefening van het schaatsen. De SSF organiseert het schaatsen in Zweden en vertegenwoordigt het Zweedse schaatsen op internationale sportevenementen.
De bond is opgericht in 1904 en is lid van de Internationale Schaatsunie. Anno 2015 telde de bond 14.712 leden, verspreid over 86 verenigingen. 

## Ledenaantallen
Hieronder de ontwikkeling van het ledenaantal en het aantal verenigingen:
| Jaar | Aantal leden | Aantal verenigingen |
| ---- | ------------ | ------------------- |
| 2016 |              | 83                  |
| 2015 | 14.712       | 86                  |
| 2014 | 12.593       | 84                  |
| 2013 | 8.376        | 75                  |
| 2012 | 20.000       | 79                  |
| 2011 | 19.000       | 73                  |
| 2010 | 20.289       | 66                  |
| 2009 | 20.187       | 66                  |
| 2008 | 19.979       | 66                  |
| 2007 | -            | 67                  |
| 2006 | 21.119       | 69                  |